# Żyzń wo sławu
Zhizn Vo Slavu – płyta DVD z zapisem koncertu rosyjskiego zespołu pagan metal/folk metalowego Arkona z moskiewskiego klubu "Relax", wydana w 2006 przez wytwórnię Sound Age. 
Wszystkie utwory nawiązują tekstami do rosyjskiego folkloru i tradycji przedchrześcijańskiej, pogańskiej Rusi. Charakterystyczne dla muzyki na tym DVD jest łączenie gitarowych riffów z dźwiękami fletu, kobzy i innych instrumentów, a dla śpiewu Maszy Arichipowej błyskawiczne zmiany brzmienia głosu z ostro metalowego na spokojny, balladowy.

## Lista utworów
1. Интро (intro) 1:30
2. Сквозь Туман Веков (Skwoz' tuman wiekow) 5:23
3. По сырой земле (Po syroj zeml'e) 7:47
4. Масленница (Masliennica) 3:29
5. Черные дебри войны (Czernyje debry wojny) 5:09
6. Туман яром (Tuman jarom) 5:093:00
7. Гнев времен (Gniew wriemieni)	5:25
8. По звериным тропам (Po zwierinym tropam) 8:21
9. Русь (Ruś) 6:29
10. Восстание рода (Wosstanie roda) 5:44
11. Ой, то не вечер (Oj, to nie wieczier) 4:21
12. Коляда (Kolyada) 6:40
13. Солнцеворот (Solntsevorot) 3:39
14. Русь (Ruś) 6:27